# Pseudomysz wschodnia
Pseudomysz wschodnia (Pseudomys australis) – gatunek gryzonia z rodziny myszowatych, występujący w południowej części Australii.

## Klasyfikacja
Gatunek ten został opisany naukowo w 1832 roku przez J.E. Graya. Miejsce typowe to południowo-wschodnia część regionu Liverpool Plains w Nowej Południowej Walii. Jest to gatunek typowy rodzaju Pseudomys. Wymarły gatunek Pseudomys auritus Thomas, 1910 bywa uznawany za synonim pseudomyszy wschodniej, choć w 2008 roku uznano jego odrębność. Analizy budowy prącia i plemników, oraz badania elektroforetyczne enzymów występujących u australijskich gryzoni wskazują, że gatunek ten jest najbliżej spokrewniony z pseudomyszą tasmańską (P. higginsi), pseudomyszą kasztanową (P. nanus) i pseudomyszą wydmową (P. gouldii).

### Nazewnictwo
Nazwa łacińska Pseudomys pochodzi od stgr. ψευδής pseudes – fałszywa oraz μῦς mus – mysz. Epitet gatunkowy łac. australis oznacza „południowa”. W wydanej w 2015 roku przez Muzeum i Instytut Zoologii Polskiej Akademii Nauk publikacji „Polskie nazewnictwo ssaków świata” gatunkowi nadano nazwę pseudomysz wschodnia. W Australii zwierzę nosi angielską nazwę plains rat oraz aborygeńską nazwę palyoora.

## Występowanie
Pseudomysz wschodnia występuje endemicznie w Australii, należy do grupy „starych endemitów”. Obecnie występuje w Australii Południowej i Terytorium Północnym. Jej zasięg jest nieciągły, wyróżnia się w nim pięć głównych obszarów. Są nimi Arcoona Tablelands, południowa część regionu jeziora Eyre i okolice Coober Pedy w Australii Południowej, region Oodnadatta z Parkiem Narodowym Witjira na granicy z Terytorium Północnym, oraz ranczo Andado i rezerwat Mac Clark na skraju Pustyni Simpsona w Terytorium Północnym. 80% współczesnych doniesień o obecności tego gryzonia pochodzi z terenów wykorzystywanych do wypasu trzody.
Historycznie zasięg tego gryzonia był znacznie większy, sięgał do wybrzeża Australii Południowej, obejmował nizinę Nullarbor w Australii Zachodniej, zachodnią część Nowej Południowej Walii, środkowy i południowo-zachodni Queensland i prawdopodobnie północno-zachodnią Wiktorię. Ostatnie pewne doniesienia o występowaniu w Nowej Południowej Walii i Queenslandzie pochodzą z 1936 roku, a w Australii Zachodniej była widziana jeszcze w 1969. Szczątki w odchodach dingo australijskiego znalezione w 2011 roku wskazują, że gryzoń może wciąż żyć 400 kilometrów dalej na wschód od znanych miejsc występowania; także informacje z obszarów na wschód od jeziora Eyre wskazują, że po obfitych opadach pseudomyszy wschodnie rozszerzyły zasięg ku wschodowi. Zasięg i wielkość populacji podlegają znacznym sezonowym zmianom w odpowiedzi na warunki pogodowe, ale uważa się, że generalnie maleją. Kluczowe dla przetrwania gatunku są niewielkie i rozproszone schronienia, w których jest on w stanie przeżyć suszę.
Pseudomysz wschodnia zamieszkuje obecnie głównie pustynie żwirowe w basenie jeziora Eyre, na których niskie krzewy rosną na twardym podłożu gliniastym, zbocza o małym nachyleniu i zagłębienia terenu mieszczące okresowe zbiorniki wody. Ważnym schronieniem są dla niej spękania gruntu. Miejsca okresowo zalewane pozwalają rozwijać się roślinności, jednak długotrwałe pokrycie wodą po intensywnych deszczach może uniemożliwić pseudomyszom powrót na wcześniej zajmowane tereny, pozbawiając je schronień i niwecząc szansę na rozród. W sprzyjającym okresie zasięg pseudomyszy rozszerza się na obszary piaszczyste, sąsiadujące z głównymi siedliskami. W przeszłości pseudomysz wschodnia zajmowała bardziej różnorodne siedliska, takie jak piaszczyste wzniesienia, nadrzeczne równiny i gęsto porośnięte tereny trawiaste. Jej zasięg znacznie zmalał od czasu kolonizacji Australii przez Europejczyków.

## Wygląd
Jest to niewielki gryzoń. Ciało wraz z głową osiąga 14 cm, ogon jest przeważnie krótszy i ma do 12 cm długości. Tylna stopa holotypu miała 1 in (2,54 cm). Pomimo małych rozmiarów pseudomysz wschodnia należy do największych gryzoni australijskiej strefy klimatu suchego. Masa ciała zwierzęcia to 30–85 gramów. Jej futro jest szare do szarobrązowego z wierzchu, a kremowe lub białe na spodzie ciała. Futro jest miękkie w dotyku, cienkie wibrysy sięgają za uszy. Ogon jest ubarwiony tak jak ciało, ciemny z wierzchu i jasny od spodu, z białym końcem, choć niektóre osobniki mają całkowicie biały ogon i stopy. Uszy zwierzęcia są długie, a pyszczek zaokrąglony.

## Tryb życia

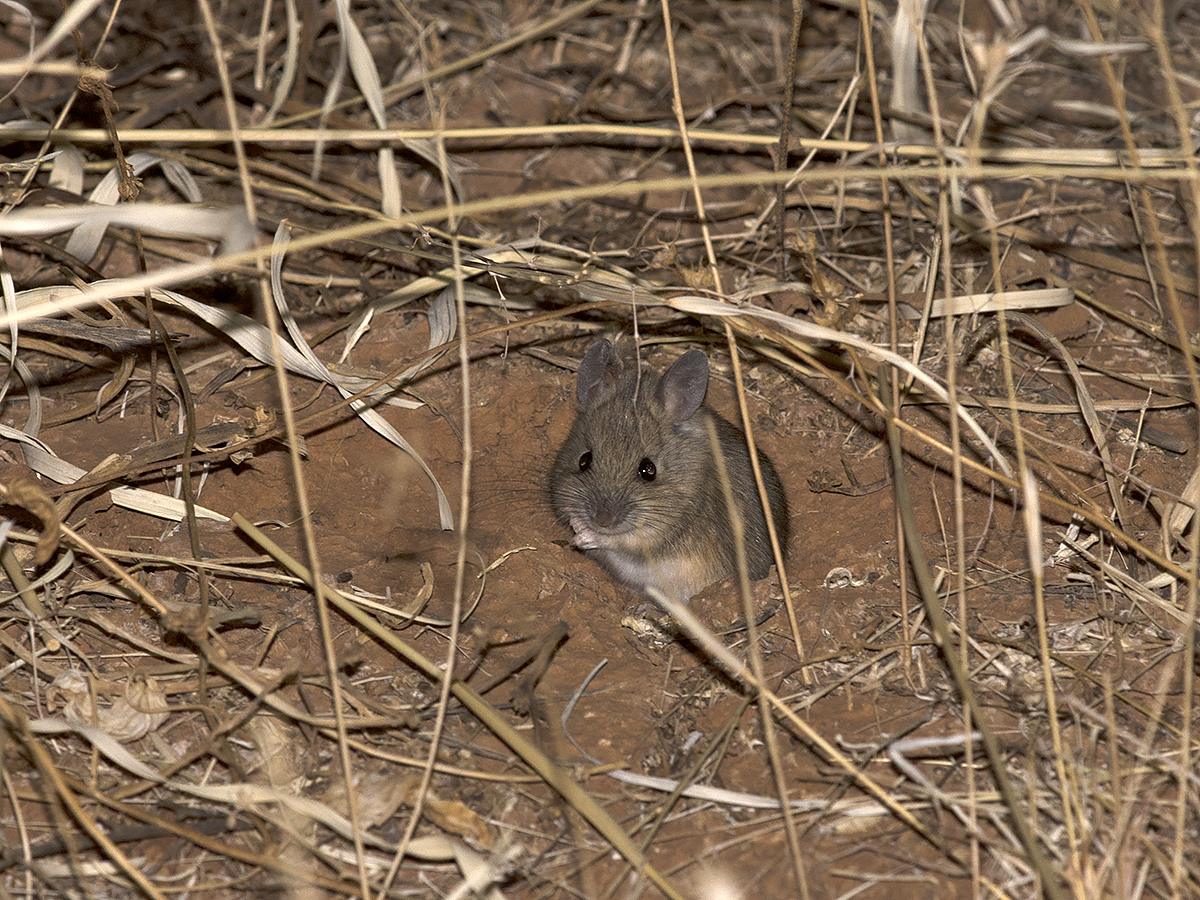
Pseudomysz wschodnia u wyjścia swojej nory

Pseudomysz wschodnia prowadzi naziemny, nocny tryb życia. Kopie płytkie nory u stóp krzewów i w spękaniach gruntu, w których kryje się w ciągu dnia. Jest to zwierzę społeczne, żyje w małych koloniach, które dramatycznie zwiększają liczebność, jeśli tylko pozwala na to dostępność pożywienia. W 1981 opisano kolonię zajmującą obszar około 40 km². W norze mieszka od jednego do dwudziestu osobników, zależnie od etapu cyklu reprodukcyjnego. Zwierzęta te są zazwyczaj spotykane i chwytane w szczycie liczebności, znacznie mniej wiadomo o ich zachowaniach w innych okresach. Posługują się bogatą gamą wokalizacji, w tym różnorodnymi dźwiękami oznaczającymi niepokój, ale schwytane są przeważnie ciche i łagodne.
Dzięki wyposażeniu zwierząt w nadajniki radiowe stwierdzono, że areał osobniczy pseudomyszy wschodniej ma powierzchnię średnio 1850 m² w środowisku pierwotnym i aż 6860 m² we wtórnym.
Jest w przeważającym stopniu roślinożerna. Preferuje nasiona, jada też zielone części roślin i okazjonalnie owady. Potrafi przeżyć bez picia wody, całkowicie zaspokajając swoje potrzeby dzięki jedzeniu, co jest przystosowaniem do suchego środowiska.

## Rozmnażanie
Gryzonie te nie rozmnażają się regularnie wraz z cyklem pór roku, ich rozród wydaje się raczej związany ze zwiększoną dostępnością pożywienia po opadach, jest uzależniony od ich zasięgu i czasu. Ciąża trwa 30–31 dni, w miocie rodzi się typowo około czterech młodych. Osiągają one dojrzałość płciową po 8–10 tygodniach. Zwierzęta te mogą żyć do dwóch lat, ale większość nie dożywa drugiego roku.

## Populacja i zagrożenia
Liczebność pseudomyszy wschodniej maleje, ocenia się, że żyje od 5 do 20 tysięcy dorosłych osobników. Podlega ona znaczącym wahaniom. Najważniejszym zagrożeniem dla tego gatunku jest degradacja środowiska przez zwierzęta hodowlane, owce i bydło, które tratują nory gryzoni, zbijają glebę i zmniejszają liczbę szczelin wykorzystywanych jako schronienia, oraz zmniejszają dostępność pokarmu. Zagrożeniem jest też drapieżnictwo ze strony introdukowanych kotów i lisów. Poluje na nie także dingo australijski i kaniuk stepowy (Elanus scriptus). Niebezpieczne dla tych zwierząt są też zmiany klimatu, przez które płytkie nory mogą stać się zbyt gorące, by mogły pełnić rolę dziennego schronienia pseudomyszy, oraz może wzrosnąć częstość gwałtownych opadów skutkujących powodziami, również prowadząc do utraty schronień. Większość gryzoni żyje poza obszarami chronionymi, choć pewne niewielkie subpopulacje zamieszkują Witjira National Park, Mac Clark Conservation Reserve i Arid Recovery Reserve.
Reintrodukcja gatunku na terenie Arid Recovery Reserve nastąpiła przypadkowo, zwierzęta same przedostały się na teren rezerwatu i stworzyły tam populację o dużym zagęszczeniu. Pracownicy rezerwatu uznali, że tak silnej populacji nie zaszkodzi zwiększenie presji drapieżniczej, co umożliwiło sprowadzenie do rezerwatu także rodzimych, zagrożonych drapieżników: niełaza eukaliptusowego i kowari pustynnego.
W Nowej Południowej Walii dozwolone jest trzymanie pseudomyszy wschodnich i skakuszek australijskich w niewoli, pod warunkiem uzyskania odpowiedniej licencji. Dotyczy to tylko zwierząt urodzonych w niewoli, zabronione jest chwytanie dzikich osobników.
Międzynarodowa Unia Ochrony Przyrody obecnie uznaje pseudomysz wschodnią za gatunek narażony na wyginięcie. Australia przygotowała plan ochronny dla tego gatunku, choć wciąż wymaga on wdrożenia. Rekomendowane są dalsze badania tych gryzoni, w szczególności zmian zasięgu i dynamiki populacji, ocena wpływu drapieżników i konkurentów (w tym zwierząt hodowlanych), identyfikacja kluczowych ostoi gatunku i objęcie ochroną większych fragmentów jego zasięgu.